# Jincun (sockenhuvudort i Kina, Zhejiang Sheng, lat 29,18, long 118,47)
Jincun (kinesiska: 金村, 金村乡) är en sockenhuvudort i Kina. Den ligger i provinsen Zhejiang, i den östra delen av landet, omkring 200 kilometer sydväst om provinshuvudstaden Hangzhou. Antalet invånare är 3 107. Befolkningen består av 1 547 kvinnor och 1 560 män. Barn under 15 år utgör 15,0 %, vuxna 15-64 år 64 %, och äldre över 65 år 19,0 %.
Runt Jincun är det ganska tätbefolkat, med 230 invånare per kvadratkilometer. Närmaste större samhälle är Kaihua Chengguanzhen, 7,3 km sydväst om Jincun. I omgivningarna runt Jincun växer i huvudsak blandskog.
Genomsnittlig årsnederbörd är 2 495 millimeter. Den regnigaste månaden är juni, med i genomsnitt 499 mm nederbörd, och den torraste är oktober, med 55 mm nederbörd.